# 凡河 (阿尔巴尼亚)

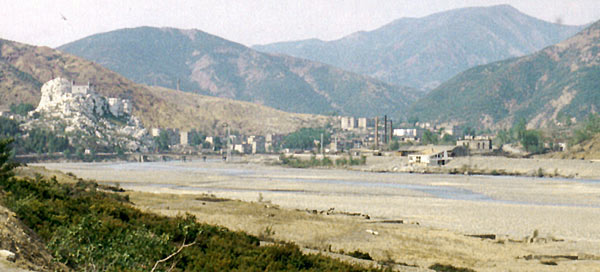

41°42′21″N 19°46′13″E / 41.70583°N 19.77028°E
凡河，是阿爾巴尼亞的河流，位於該國北部，屬於馬蒂河的支流，河道全長94公里，流域面積1,075平方公里，該河流平均流量每秒46立方米。